# Бич (геральдика)
Бич — назва гербової фігури в геральдиці.
Зображується багатосмуговий каральний жезл, часто з маленькими кульками на кінцях смуг. Ця геральдична фігура, придатна для промовистих гербів, зустрічається рідко. Може мати будь-які геральдичні кольори.

Гайзельвінд
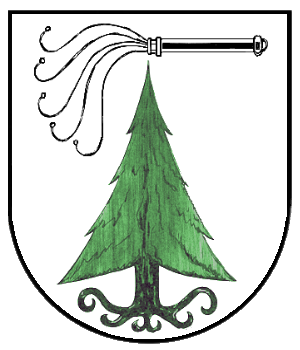
Майнгардт
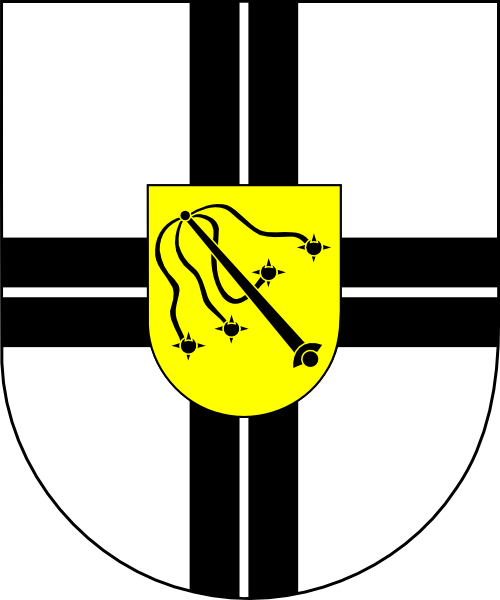
Архієпископ Йоганнес фон Гейссель
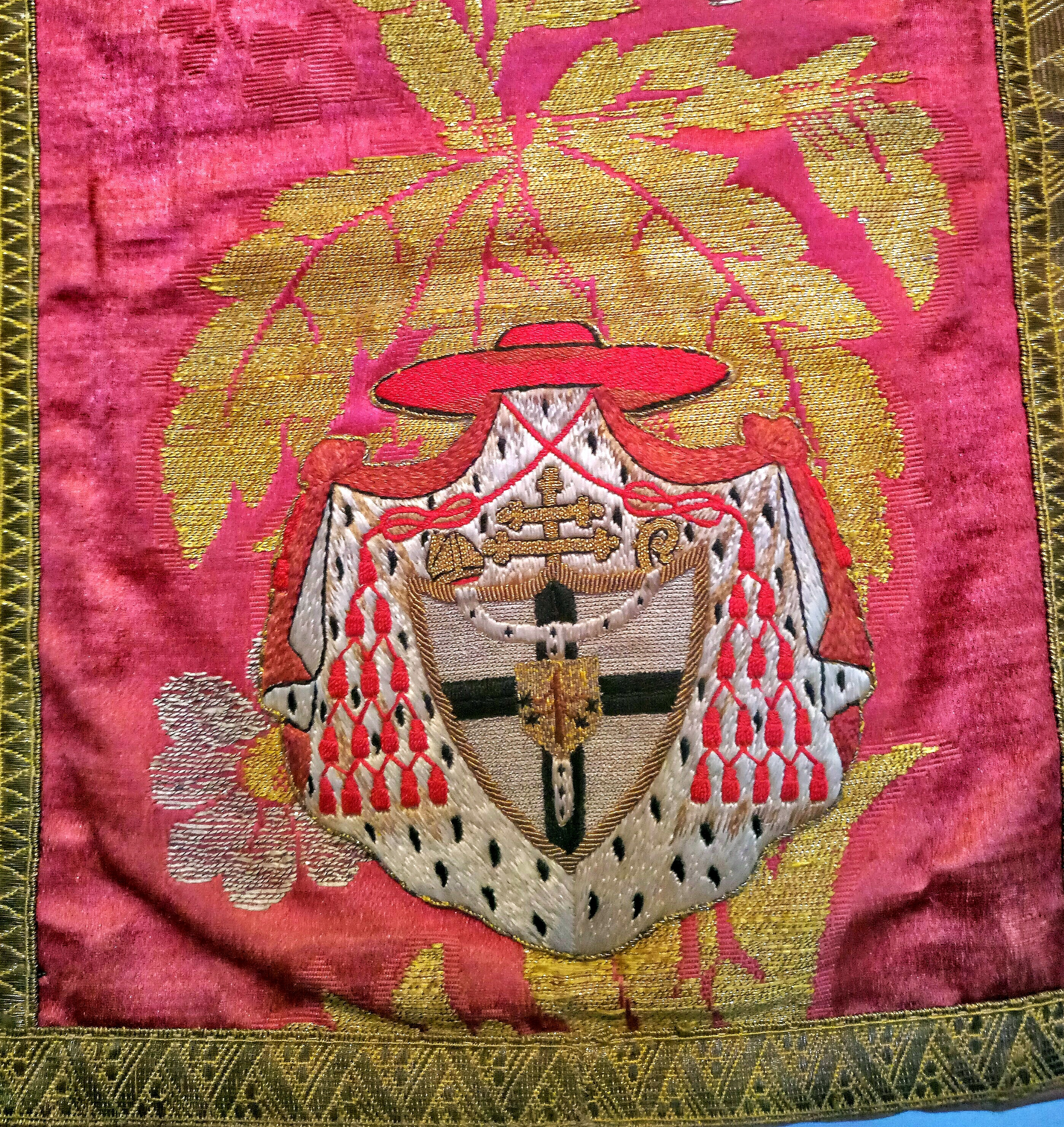
Бич у серцевому щиті
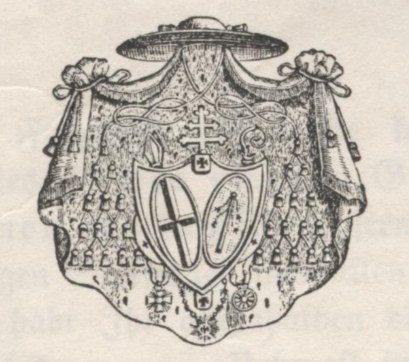
Герб на пастирському листі 1857 року
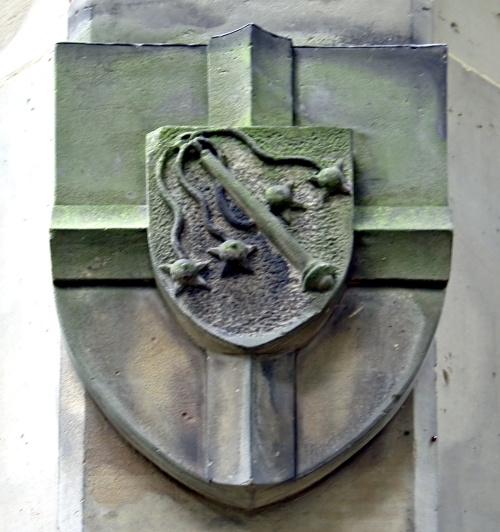
Герб на Маріанській колоні в Кельні
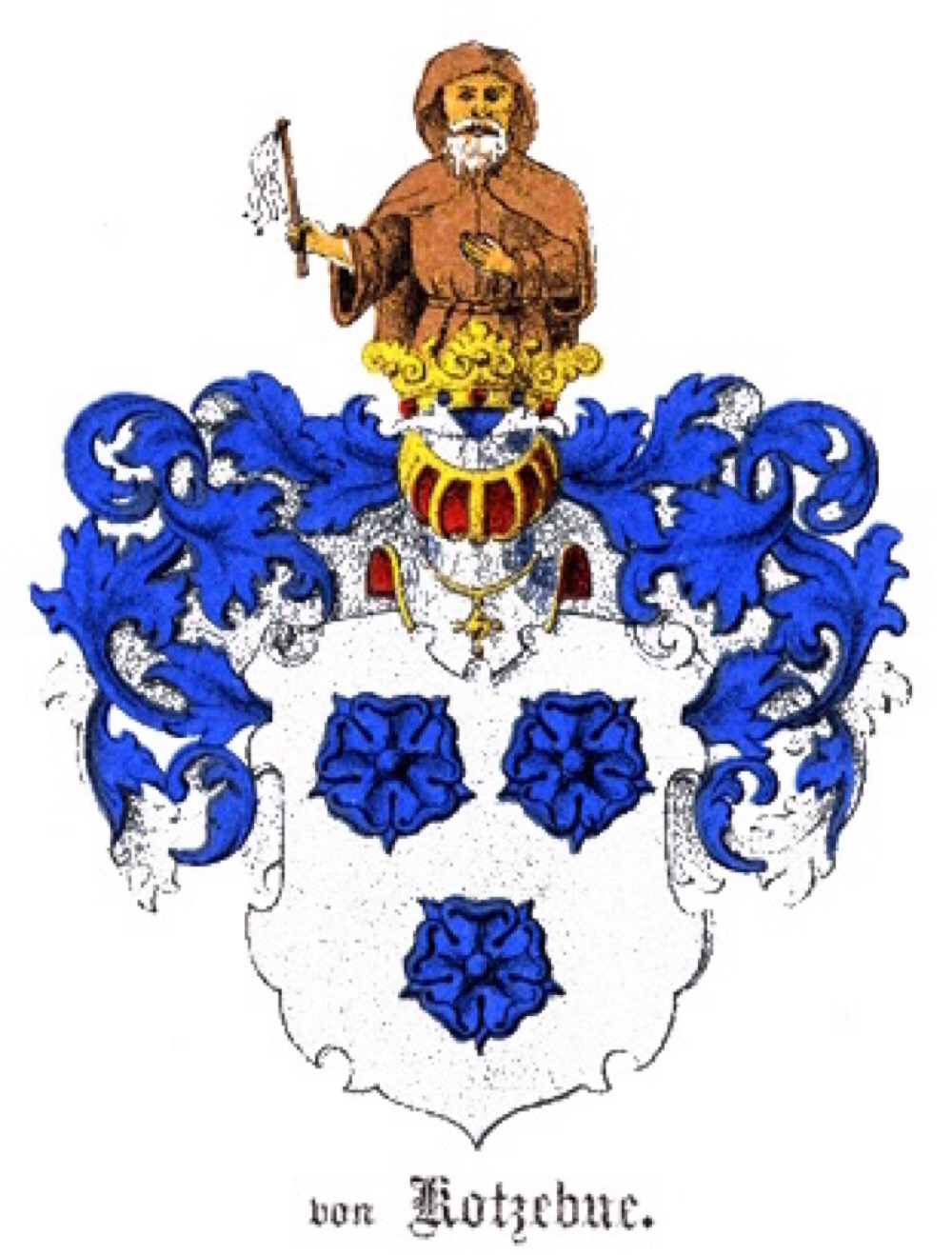
У клейноді герба роду Коцебу
Сан-Донато-Міланезе
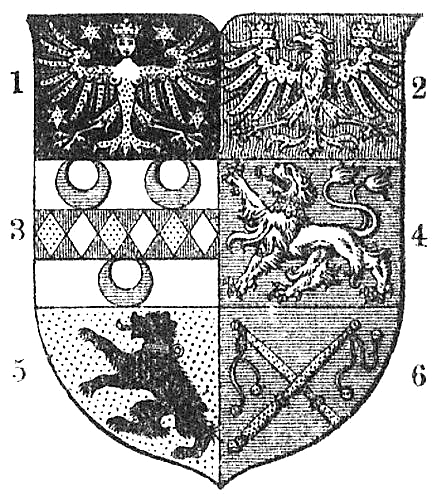
Князівство Східна Фризія
Віттмунд (район)
Віттмунд
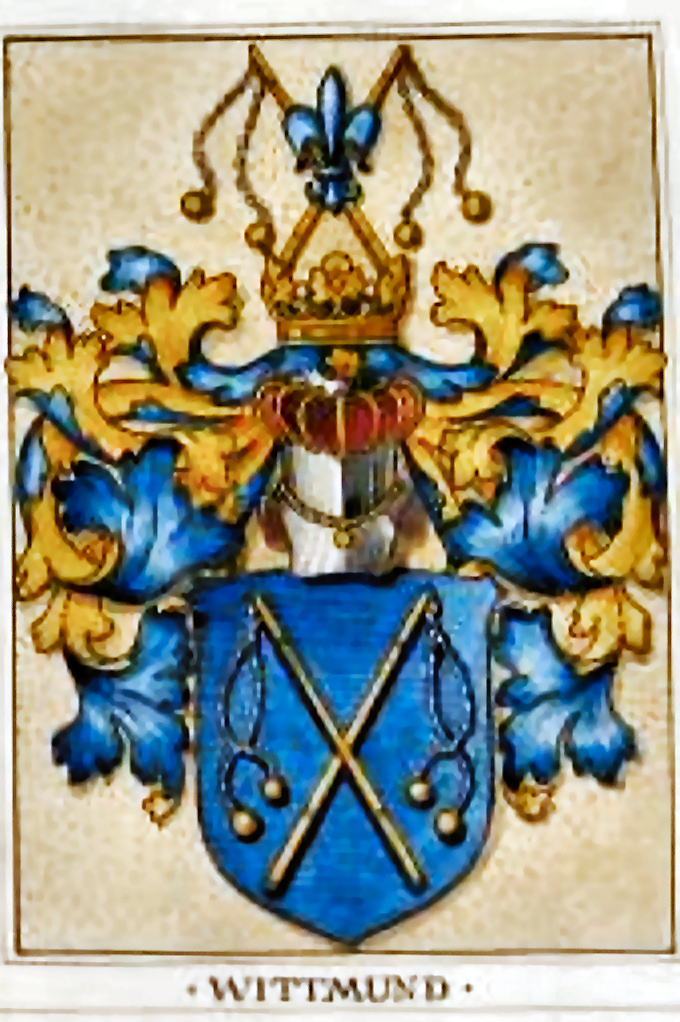
Панство (територія)
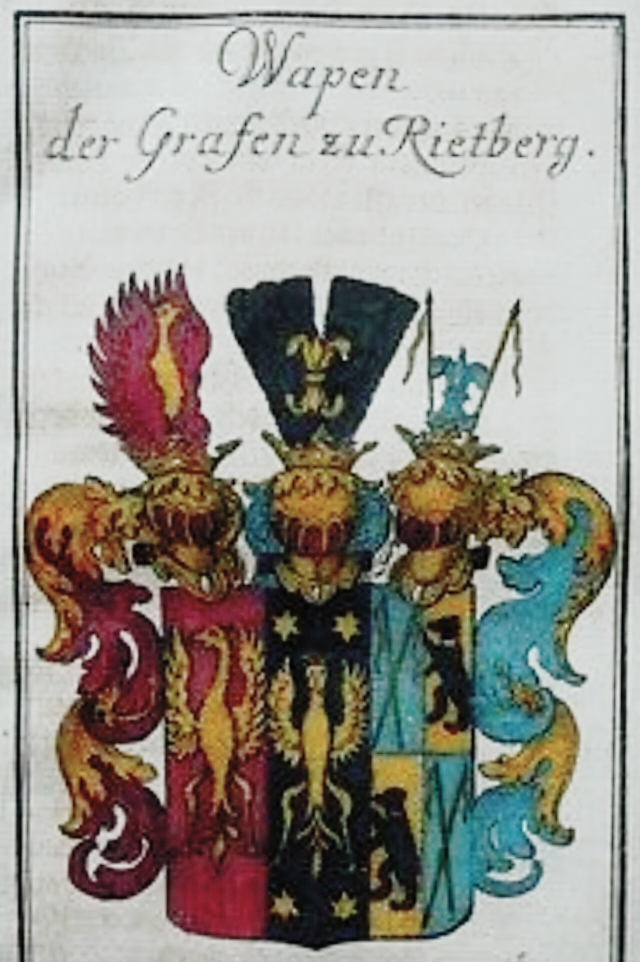
Графство Рітберг

## Веб-посилання
- Geißel на Heraldik-Wiki